# Cocos Island (Guam)
Cocos Island (Chamorro: Islan Dåno) ist eine unbewohnte Insel, die in der Cocos Lagoon 1,6 km südwestlich vor Guam liegt. Das 300 m breite und etwa 1,6 km lange Eiland ist die südlichste Insel der Marianen und hat eine Fläche von knapp einem Quadratkilometer. 

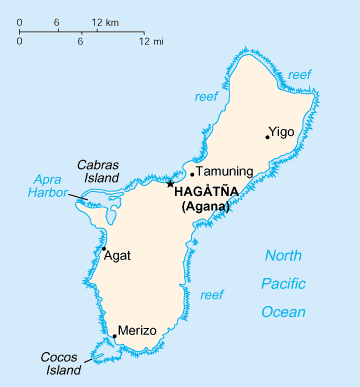
Guam mit dem vorgelagerten Cocos Island

## Geschichte
Die United States Coast Guard betrieb auf der Insel zwischen 1944 und 1963 die LORAN-Station Barrigada. Die Elektrik und Transformatoren der Station sind im Lauf der Jahre verwittert und haben zu einer starken PCB-Belastung in der, zwischen Guam und Cocos-Island gelegenen, Cocos-Lagune geführt. So werden die Grenzwerte für PCB im Wasser und den hier gefangenen Fischen noch heute deutlich überschritten.

## Tourismus
Auf der Westseite von Cocos Island gibt es einen Hotelkomplex für Urlauber. 